# Reggie Brown (giocatore di football americano 1973)
Reggie Brown (Highland Park, 26 giugno 1973) è un ex giocatore di football americano statunitense che ha militato nel ruolo di fullback nella National Football League (NFL).

## Carriera
Brown fu scelto nel corso del terzo giro (91º assoluto) del Draft NFL 1996 dai Seattle Seahawks. Vi giocò per tutta la carriera fino al 2000. La sua miglior stagione fu quella del 1999 in cui disputò per l'unica volta tutte le 16 partite della stagione regolare, di cui 8 come titolare, con 34 ricezioni per 228 yard e un touchdown.